# 刚恒毅
刚恒毅（1876年4月3日—1958年10月17日）原名賽蘇·貝尼尼奧·路易·康斯坦蒂尼（義大利語：Celso Benigno Luigi Costantini）是義大利籍天主教枢机，為第一位驻宗座駐華代表、哈爾濱宗座署理區宗座署理、主徒会会祖，並曾擔任圣座傳信部的秘书长。他是改寫現代中國天主教發展的重要人物。

## 成长背景
1876年4月3日，刚恒毅出生在意大利東北部波代諾內省的卡斯蒂雍鎮（Castions，位於首府波代諾內以東9公里），父母皆是虔诚的天主教徒，父亲Costante Costantini是一位建筑师，母亲Maddalena Altan一共生育了五子三女。母亲在怀孕时读了圣妇尚达尔的传记，因此，后来就以圣妇的儿子Celso给刚恒毅取名。
1891年，15岁的刚恒毅进入波尔托格鲁阿罗教区修院。1897年，他前往罗马求学，获宗座额我略大学的神学、哲学博士学位。1899年12月26日，刚恒毅晉鐸。1921年8月24日在阜姆（今里耶卡）祝圣为主教。

## 擔任宗座驻华代表
1922年8月12日，教宗庇护十一世任命了刚恒毅为首任宗座駐華代表，领总主教衔。11月8日抵达香港、12月29日抵达北京。来华后取汉名刚恒毅，字高伟。
他任职期间对中国天主教会贡献良多。以下是主要贡献：

### 终止法国保教权
1844年签订的《中法黄埔条约》中规定了准许传教自由、设立教堂自由，从此解除了百年教禁，而法国也取代葡萄牙获得在华保教权。1858年的中法《天津条约》更规定所有中国天主教徒均受到法国保护。罗马教廷无法直接管理中国天主教事务，而是必须通过法国领事馆中转。
刚恒毅到中国后，表明他的态度：
- “用十字架代替外国旗，用中国法律的保障来代替外力的政治庇护，赶快成立本籍圣统。”
- “传教纯粹是超性工作。耶稣建立了一个至公的教会。在法国是法国人的，在美国是美国人的，在中国是中国人的。”
- “我不愿向中国人民要求可恶的特权，只要求自由传教和兴学，以得保障教会产权就可以了。”

他为了避免与列强之间的瓜葛，没有把宗座代表公署设在东交民巷使馆界，而是设在什刹海附近的乃兹府胡同惠亲王府。即使遇到危险时也不愿躲进使馆区。他拜访当时外交总长顾维钧申明教会与列强不同的立场，教会旨在使人们认清人生真谛及信仰，别无他图。
为了表示对中华民族正義行動的支持，他在五卅惨案后，向外界申明：
- “公教会绝不剥夺教友的公民权及合法的爱国行动，公教會在中国复兴上会带给强而有力的贡献，而给你们祖国带来自主、秩序、自由、和平和统一。”[2]

### 第一次全国教务会议
1924年5月15日至6月12日，刚恒毅在上海徐家汇天主堂召集中国天主教第一次全国教务会议。到会的有42位主教，5位监牧（其中两位是中国籍）。
这次上海会议明令传教士任务是向教外人传布福音，并准备建立由本籍神职人员所主持的教会。大会还有一项具有深远影响的事件：刚主教率全体与会牧者，将中国奉献于无玷圣母。

### 中国籍教区与主教

剛恆毅牧徽

刚恒毅来华后，积极促成设立本籍教区，培育本籍神职人员，并尽快选拔出中国主教。他计划先成立一两个本籍教区。
1923年末，刚恒毅在汉口筹备全国会议时，要求汉口教区让出蒲圻等教徒很少的4个县辟为中国籍教区。蒲圻教区后来在成和德领导下，颇有发展。随后，又在保定教区富成功主教的积极配合下成立了蠡县教区（即日后的安国教区）。这样，在1924年召开的上海中国天主教第一届代表会议上，就有了蒲圻教区蠡县教区2位中国監牧参加。
1924年，刚恒毅到福建省视察教务，发现天主教传入该省已经有300年历史，却仍然由西班牙道明会主教控制。于是他加快了成立本籍教区的速度，1923年从北京教区劃出了宣化教区，1926年从太原教区劃出了汾阳教区，1926年从南京教区（当时主教驻上海）劃出了海门教区，1926年从宁波教区劃出了台州教区。他的計劃全都得到了教宗庇护十一世的批准。
1926年10月28日，刚主教亲自带领上述六个教区的中国主教：赵怀义（河北宣化教区）、孙德桢（河北安国教区）、陈国砥（山西汾阳教区）、朱开敏（江苏海门教区）、胡若山（浙江台州教区）、 成和德（湖北蒲圻教区）到罗马接受教宗庇护十一世的祝圣。这是第一位中国籍主教罗文藻（1685年）后200多年来的第一批中国籍主教。

### 创立主徒会
刚恒毅主教早有创立一个中国修会的计划，他有两个主要动机：
1. 要改变中国人视天主教为洋教的看法；
2. 教会须有一批博学的中国神父。

为此1927年在宣化城外购置了一个溪畔的山谷，兴建一组中国式建筑（这就是主徒会的母院爱玛坞会院），准备在此创立首個中国神职修会主徒会（Congregatio Discipulorum Domini，CDD）。
刚主教認為，成立中国本籍修会，能更好地将福音传给中国人。中国修会不仅可以在国内服务，而且也可以到缺乏神父的南洋及美洲，为华侨服务。他们都应是饱学之士，可以出版有关的教会书籍、能够管理学校，并配合时代的需要，为炎黄子孙传播福音。刚总主教计划，至少该有一批具有良好的文化素养的中国神父，他们知道如何运用恰当而卓越多方法，把信仰介绍给自己的同胞。
1927年1月4日，聖座正式批准成立主徒会，並邀請西班牙贖世主會傳教團前往協助成立事宜。随后，主徒会在宣化代牧区正式成立，以文化傳教為使命，以“热爱圣体及效忠圣座”为修会特徵，“诸宗徒之后”荣福童贞圣母为修会主保。

### 创建地区性总修院

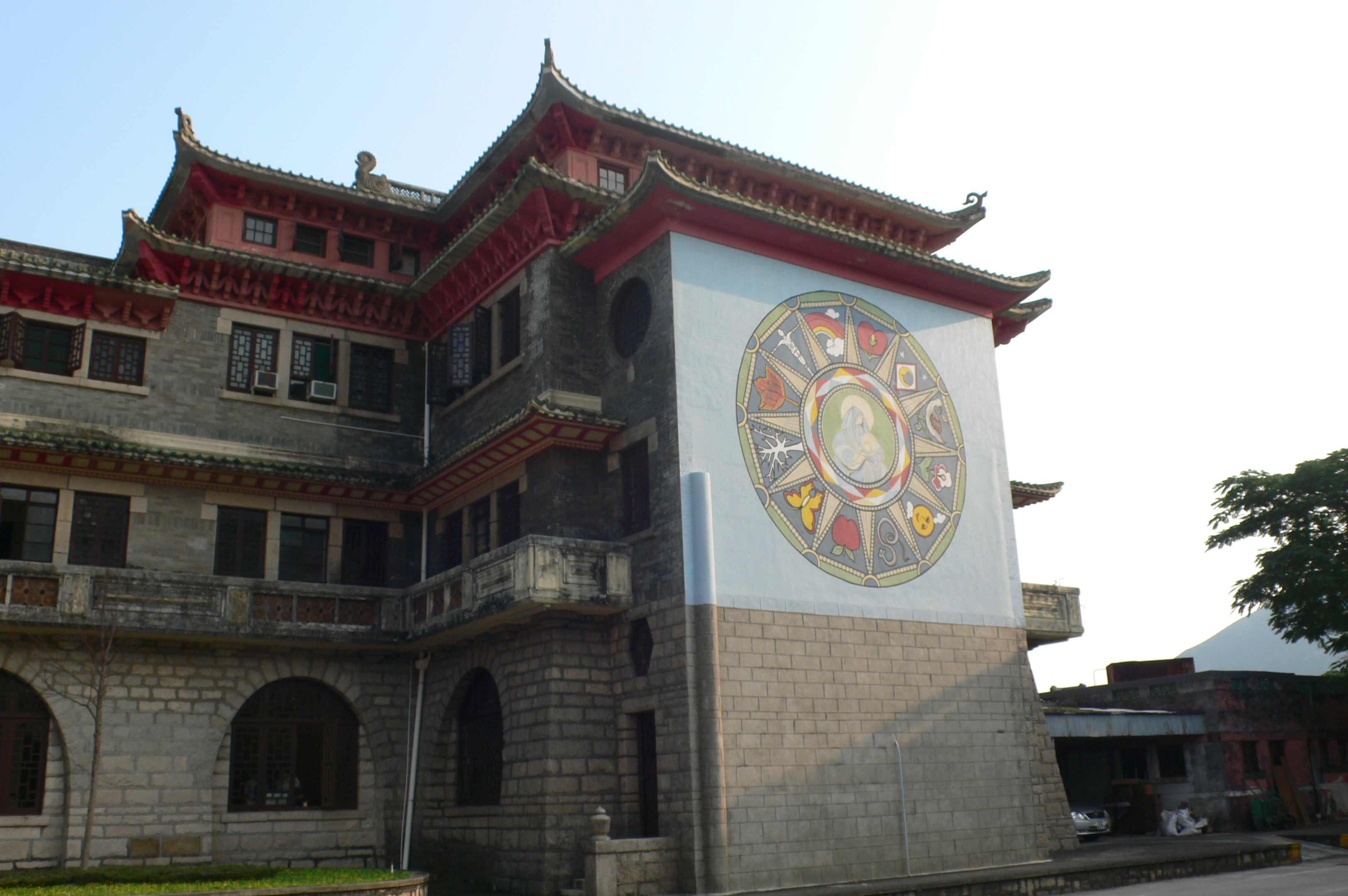
香港华南总修院

刚恒毅促成建立了一批地区性总修院。到1930年代初，中国的总修院已增加到12处：北平（遣使会）、江西九江（遣使会）、浙江宁波（遣使会）、济南（方济各会）、汉口（方济各会）、大同（圣母圣心会）、山东兖州（圣言会）、上海徐家汇（耶稣会）、四川南充（本篤會的西山修院）、河南开封（即开封河南总修院）、河北宣化以及香港华南总修院，另有5-6所总修院正在筹备中（如河北献县教区耶稣会的若石总修院）。中央修院大学也在筹办中。
- 他促成了辅仁大学的创建与发展。
- 他在罗马建立了一所为传教区神父服务的神父宿舍“伯多禄公学”。
- 他坚持小修院应当采用中学教育体制。

## 梵蒂冈岁月
1933年，他回到意大利，由蔡宁接任宗座驻华代表。
教宗於1935年12月20日將他任命为传信部秘书长及兼任宗座传信大学校长。
教宗庇護十二世於1953年1月12日將他擢升为司鐸級樞機，領聖聶勒和聖亞基略堂區司鐸銜。他於1958年6月9日獲委任為神聖羅馬教會秘书长，領銜堂區司鐸轉為達瑪穌的聖老楞佐堂區司鐸。
他於1958年10月17日去世，終年82岁。
聖座为他举行了隆重的葬礼，龙嘉利枢机（即随后当选为教宗的若望二十三世）率50位枢机向他“最好的朋友”告别。
主徒会在宣化曾经以其会祖之名办有一所恆毅中學。主徒会的会士们来到台湾后，在1958年又在台北县新庄重建了恆毅中學。
他於2016年9月30日封為「天主之僕」。